# Helsingborgs Maria distrikt
Helsingborgs Maria distrikt är ett distrikt i Helsingborgs kommun och Skåne län. 
Distriktet ligger i tätorten Helsingborg och är befolkningsmässigt Götalands största distrikt. 

## Tidigare administrativ tillhörighet
Distriktet inrättades 2016 och utgör en del av området som till 1971 utgjorde Helsingborgs stad, där delar före 1919 utgjort en del av Helsingborgs socken.
Området motsvarar den omfattning Helsingborgs Maria församling hade 1999/2000 och fick 1977 efter utbrytning av Filborna församling.